# Intuit Dome
Интуит Доум (англ. Intuit Dome) — крытая арена в Инглвуде (Калифорния, США). Расположена к югу от других крупных спортивных объектов города — Софи Стэдиума и Форума. Является домашней ареной клуба Лос-Анджелес Клипперс из НБА. С 1999/2000 по 2023/2024 сезоны команда проводила матчи на Крайпто.ком Арене, которую делила с «Лейкерс» (НБА) и «Кингз» (НХЛ).
Торжественная церемония закладки арены состоялась 17 сентября 2021 года. Открытие прошло 15 августа 2024 года перед началом сезона НБА 2024/25. Арена примет баскетбольные турниры в рамках Олимпиады-2028.

## История
В 2017 году власти Инглвуда одобрили соглашение с «Клипперс» о строительстве специализированной баскетбольной арены напротив возводимого Софи Стэдиума. С 1999 года клуб не имел собственной площадки, арендуя Мемориал Спортс-арену, а затем Staples Center (ныне Крайпто.ком Арена) совместно с «Лейкерс» и «Кингз».
За всю историю франшиза никогда не владела своими аренами. В эпоху «Баффало Брэйвз» команда арендовала Мемориал-аудиториум, уступая по приоритету «Сейбрз» и баскетбольной программе Канисиус Колледжа. После переезда в Сан-Диего (как «Клипперс») и Лос-Анджелес ситуация сохранялась.
На Staples Center «Клипперс» использовали собственный паркет, но перед каждым матчем приходилось маскировать атрибутику «Лейкерс» — баннеры, спонсорские конструкции — и менять освещение. При плотном графике (матчи «Кингз», концерты) процесс занимал 3-4 часа, включая уборку трибун. Владелец клуба Стив Баллмер считал строительство эксклюзивной арены приоритетом.

### Судебные тяжбы
Против строительства подавались иски. Группа Uplift Inglewood обвиняла власти в нарушении закона о госземлях, требующего приоритета для жилья, школ и рекреации. Мэр Джеймс Баттс указывал на близость к аэропорту, делающую участок непригодным для жилья.
Владелец соседнего Форума — MSG — обвинялся в попытках заблокировать проект из-за конкуренции. Компания финансировала иски группы IRATE. В декабре 2018 года «Клипперс» (через дочернюю фирму Murphy’s Bowl) подали встречный иск против MSG.
В марте 2019 года слитые письма показали, что исполнительный директор MSG Ирвинг Азофф предлагал «Лейкерс» вернуться в Форум после истечения аренды Staples Center. Хотя предложение не реализовалось, это рассматривалось как попытка помешать строительству арены «Клипперс» и усилить позиции MSG против AEG (миноритарного владельца «Лейкерс»). В ноябре 2019 года суд отклонил иск Uplift Inglewood, а в декабре CARB одобрила проект после оценки экологического воздействия.

## Мероприятия

### Матч всех звёзд НБА 2026
15 февраля 2026 года арена примет Матч всех звёзд НБА.

### Олимпийские игры 2028
Арена станет одной из площадок для соревнований по баскетболу в рамках Олимпиады-2028.

### Концерты
Первыми артистами, выступившими на арене, стали:
- Бруно Марс — 15-16 августа 2024 (в рамках тура 2022-24)
- Марко Антонио Солис — 18 августа (тур Eternamente Agradecido)
- Оливия Родриго — 20-21 августа (Guts World Tour)
- Брэндон Лейк и Фил Уикхэм — 22 августа (Summer Worship Nights Tour)
- Песо Плума — 24 августа (Éxodo Tour)
- Twenty One Pilots — 27-28 августа (The Clancy World Tour)
- Фьючер и Метро Бумин — 31 августа (We Trust You Tour)

Другие значимые выступления:
- NCT Dream — 12 сентября (The Dream Show 3: Dream()scape)
- Slipknot — 13-14 сентября (Here Comes the Pain Tour)
- Grupo Frontera — 20 сентября (Jugando a Que No Pasa Nada Tour)
- Ашер — 21-25 сентября (Past Present and Future)
- Elevation Worship — 28 сентября
- Weezer — 11 октября (Voyage to the Blue Planet)
- Билли Джоэл — 12 октября
- Ана Габриэль — 19 октября (Un Deseo Más)
- Дэвид Гилмор — 25 октября (Luck and Strange Tour)
- Tyler, the Creator — 27 октября (презентация альбома Chromakopia)
- Fuerza Regida — 15-16 ноября (Pero No Te Enamores Tour)
- Синди Лопер — 23 ноября (Girls Just Wanna Have Fun Farewell Tour)

30 января 2025 года на арене прошёл благотворительный концерт FireAid в помощь пострадавшим от лесных пожаров в Южной Калифорнии.
25, 27 и 28 апреля 2025 года Рау Алехандро установил рекорд, став первым латинским артистом с тремя аншлагами подряд (изначально третий концерт был запланирован на 27 апреля, но перенесён из-сть матчей плей-офф «Клипперс»).

### Стендап-выступления
- Себастьян Манискалько — 17 августа 2024 (тур It Ain’t Right)[13]
- Франко Эскамилья — 27 сентября 2024[14]

### Рестлинг
6 января 2025 года состоялась премьера WWE Raw на Netflix с участием рэпера Трэвиса Скотта.
7 июня 2025 года арена примет PPV-шоу Money in the Bank.

### MMA
18 января 2025 года UFC провела первый турнир на арене — UFC 311: Махачев vs. Моикано.

## В медиа
13 октября 2024 года программа «60 минут» на CBS представила репортаж под названием «Игра Балмера» (сезон 57). Журналист Джон Вертхайм получил эксклюзивную экскурсию по арене от самого Стива Балмера.
В репортаже:
- Балмер рассказал о своём пути от продажи смесей для брауни до владения «Клипперс»
- Были показаны уникальные технологические особенности арены
- Обсуждались планы по развитию франшизы[19]

Отдельное внимание уделили:
- Отказу Балмера от покупки «Сиэтл Сихокс» (НФЛ)
- Его стратегии управления клубом
- Вопросам возможного возврата НБА в Сиэтл[20]

Эфир вышел накануне старта регулярного сезона НБА, привлекая дополнительное внимание к новой арене.

## Примечание
1. ↑  New LA Clippers arena approved by Inglewood City Council (англ.). NBA. Дата обращения: 5 февраля 2022.
2. 1 2  LA Clippers owner Steve Ballmer still seeking Inglewood arena for team. NBA. Дата обращения: 5 февраля 2022.
3. 1 2 3  Friend, Nick. Inglewood arena row: LA Clippers launch MSG countersuit. SportsPro (18 декабря 2018). Дата обращения: 5 февраля 2022.
4. ↑  Mantle, Larry (2012-05-16). Lakers, Clippers, Kings share LA's Staples Center for playoffs games. AirTalk. Дата обращения: 2022-11-16.
5. 1 2 3  Fenno, Nathan (2019-11-07). Judge rules against lawsuit opposing proposed arena for Clippers. Los Angeles Times.
6. ↑  Chiland, Elijah (2018-06-19). Inglewood residents sue to block Clippers arena. Curbed LA.
7. ↑  Fenno, Nathan (2019-03-14). Must Reads: Lakers explored leaving Staples Center for return to Forum, emails reveal. Los Angeles Times.
8. ↑  Clippers Arena Gets Approval, Inglewood Rises Again. City of Inglewood. Дата обращения: 5 декабря 2019. (недоступная ссылка)
9. ↑  Los Angeles and LA Clippers to host NBA All-Star 2026 (англ.). NBA. Дата обращения: 25 февраля 2024.
10. ↑  Golliver, Ben (2024-01-16). Clippers' Intuit Dome will host 2026 NBA All-Star Game, 2028 Olympics. The Washington Post.
11. ↑  Top music acts announced for FireAid, a concert to support L.A. wildfire victims (амер. англ.). KTLA (16 января 2025). Дата обращения: 17 января 2025.
12. ↑  Rauw Alejandro Becomes First Latin Artist To Sell-Out Three Consecutive Nights At The Intuit Dome - CelebrityAccess
13. ↑  Event Schedule. Intuit Dome. Дата обращения: 3 апреля 2024.
14. ↑  Intuit Dome - Inglewood: Franco Escamilla. www.intuitdome.com.
15. ↑  WWE reveals location & ticket information for Raw Netflix premiere. Wrestling Observer Figure Four Online (18 ноября 2024). Дата обращения: 18 ноября 2024.
16. ↑  Lambert, Jeremy. WWE Money In The Bank 2025 Set For June 7 At Intuit Dome. Fightful (20 апреля 2025). Дата обращения: 20 апреля 2025.
17. ↑  Hathaway, Ken. UFC 311 video: Islam Makhachev, Arman Tsarukyan itch for rematch during faceoff (амер. англ.). MMAjunkie.com (6 декабря 2024). Дата обращения: 10 декабря 2024.
18. ↑  Wertheim, Jon (2024-10-13). How Steve Ballmer went from selling brownie mix to owning the LA Clippers | 60 Minutes. CBS News.
19. ↑  Clippers' Ballmer previews new arena on '60 Minutes' ahead of season opener. Sports Business Journal (англ.). 2024-10-14. Дата обращения: 2025-01-17.
20. ↑  Bishop, Todd (2024-10-14). Steve Ballmer on ′60 Minutes′: Microsoft, Clippers, and sorry, no Seattle Seahawks. GeekWire.